# Karl Loewenstein
Karl Loewenstein (Múnich, 9 de noviembre de 1891 - Heidelberg, 10 de julio de 1973) fue un filósofo alemán, considerado por una mayoría de expertos como uno de los padres del constitucionalismo moderno. Sus investigaciones sobre la tipología de las constituciones tuvieron gran impacto en Iberoamérica.
Cursó sus estudios superiores en Múnich, donde obtuvo un doctorado en Derecho Público y Ciencia Política. A la llegada del Régimen Nazi, se exilia en Estados Unidos, donde realiza su mayor labor doctrinaria.

## Ideas filosófico-políticas
Loewenstein es de clara orientación liberal, lo cual se plasma en su obra, la teoría de la constitución. 

### Constitución
Loewenstein establece que existen muchos tipos de constituciones, pero que una verdadera constitución es aquella que, además de contener normas sobre los poderes supremos y garantías esenciales, debe encarnar los más profundos valores de la democracia y la realidad del grupo de gobernados al cual se impondrá. A esto se le denomina clasificación ontológica.
Así, Loewenstein considera tres tipos de constitución:
- Constituciones originarias y derivadas:
  - Constituciones originarias son aquellas cuyo contenido ha sido verdaderamente innovador en la historia del constitucionalismo; así las que introducen instituciones o soluciones en la historia no ensayadas antes, o las que inauguran una doctrina o un espíritu nuevo. Como referencia muy indicativa tenemos:
    - La Constitución estadounidense de 1787
    - La Constitución francesa de  1791, de 1793 y la Carta de 1814 (también francesa)
    - Las Constituciones napoleónicas
    - La Constitución belga de 1831
    - La Constitución de Weimar de 1919
    - Las Constituciones rusas de 1918 y 1924

  - Constituciones derivadas son las que siguen en sus rasgos básicos y fundamentales los rasgos constitucionales originarios. Lógicamente la mayoría de las Constituciones existentes son derivadas. Y, en concreto, las europeas posteriores a la Segunda Guerra Mundial se asemejan notablemente en aspectos parciales.

- Constituciones ideológico-programáticas y utilitarias:
  - Constituciones ideológico programáticas son aquellas que en su articulado llevan una carga de ideología, y se esfuerzan además por mostrar que el Estado que entonces se constituye defenderá un determinado 'credo'. Así las primeras Constituciones, surgidas en plena euforia liberal y teñidas por tanto de esta ideología (francesa de 1791, española de 1812, belga de 1831), las Cartas fascistas y las Constituciones socialistas.
  - Constituciones utilitarias son las que presentan un mero cuadro estructural y funcional de la máquina estatal. No puede decirse que carezcan en absoluto de ideología, pero sí que presentan muy diluida su intención ideológica.

- Clasificación ontológica: En atención a la eficacia real del texto constitucional y a la forma en que es asimilado por el cuerpo social, Loewenstein distingue entre:
  - Constitución normativa: aquella que de hecho se cumple, y es sentida y vivida tanto por los titulares como los destinatarios del poder. Es normativa porque sus preceptos rigen, norman efectivamente el proceso político, de modo que son eficaces y se cumplen.
  - Constitución nominal: aquella cuyo texto, por falta de condiciones adecuadas o de preparación del cuerpo social sólo es nominal y no se aplica realmente. Con todo, puede tener un valor educativo; es un instrumento más en el proceso de educación popular, que, con el tiempo, podría llegar a convertirse en Constitución normativa.
  - Constitución semántica, también llamada pseudoconstitución: aquella que es aplicada, pero no tanto para regular el proceso político cuanto para formalizar y legalizar el monopolio de poder de determinados grupos sociales o económicos. Estaríamos ante un disfraz constitucional.

Por otra parte, Loewenstein descartaba la posibilidad de construir una constitución ideal a partir de la teoría; así decía que una constitución ideal no ha existido jamás, y jamás existirá.

### Régimen político
Para Loewenstein, los regímenes políticos se clasifican en:
- Autocracias: El poder se concentra en unas pocas personas, no están sometidos a mayor control y no reconocen el principio de soberanía popular. Incluye en este grupo a las monarquías absolutas y ciertos regímenes presidenciales con fuerte autoridad ejecutiva (hiperpresidencialismo o bonapartismo).
- Democracia Constitucional: El poder es la expresión de la soberanía popular, ya que son elegidos popularmente y están sometidos a controles para que se mantenga el Estado de Derecho. La mayor parte de las repúblicas y algunos reinos caben en este grupo.

Según Loewenstein, esta clasificación no debe hacerse solamente mirando las leyes que regulan tales institucionalidades, sino también a las prácticas que se observan, ya que la sola existencia de una constitución no es suficiente para catalogar a un gobierno como democrático o autoritario.

### Una nueva división tripartita del poder
Loewenstein consideraba muy difícil cambiar el dogma de la separación de poderes establecido por Montesquieu, el cual es uno de los más 'sagrados' de la teoría y práctica constitucional. Sin embargo expone una nueva división tripartita de las funciones del poder.
- Determinación de la política: Es decir, la decisión política consiste en la elección de una entre varias posibilidades políticas fundamentales frente a las que se encuentra la comunidad estatal.

- Ejecución de la decisión política: Trata de la ejecución de la decisión política, la implementación de la misma.

- Control político: Trata del control de la decisión política y la verificación de que esta se cumpla tal como se estipuló. El mecanismo más eficaz para el control de la decisión política consistiría en la distribución de funciones estatales entre los diferentes detentadores del poder y sus órganos estatales. La distribución del poder significa para cada uno de ellos una limitación y un control a través de los check and balances. Para Loewenstein esta función constituye la parte más importante de su visión tripartita del poder, ya que de no existir, sería poco probable estimar el alcance de una decisión política.